# Rudolf von Viebahn
Karl Ernst Ludwig Lucian Rudolf von Viebahn (* 21. September 1838 in Berlin; † 30. September 1928 in Berneuchen, Kreis Landsberg) war ein preußischer General der Infanterie.

## Leben

### Herkunft
Rudolf war der Sohn des preußischen Regierungspräsidenten Georg von Viebahn (1802–1871) und dessen Ehefrau Auguste, geborene Bitter (1815–1897). Der gleichnamige preußische Generalleutnant und Evangelist Georg von Viebahn war ein jüngerer Bruder.

### Militärkarriere
Viebahn studierte zunächst in Bonn, wo er Mitglied des Corps Guestphalia war, und in Berlin. Am 1. April 1861 trat er als Einjährig-Freiwilliger in das 2. Garde-Regiment zu Fuß der Preußischen Armee ein. Im Krieg gegen Österreich 1866 war er Bataillonsadjutant, im Feldzug gegen Frankreich 1870/71 Adjutant der 2. Infanterie-Garde-Division. 1883 wurde er Dezernent im Militärkabinett, 1888 Inspekteur der militärischen Strafanstalten und 1890 Chef der Anstellungsabteilung im Kriegsministerium. 1893 zum Generalmajor befördert, wurde Viebahn 1894 Kommandeur der 11. Infanterie-Brigade in Brandenburg an der Havel. 1896 wurde er Direktor des Invalidendepartements. Noch im gleichen Jahr erfolgte die Ernennung zum Generalleutnant. 1900 erhielt er den Rang eines Kommandierenden Generals. Am 2. Juli 1901 wurde Viebahn in Genehmigung seines Abschiedsgesuchs mit dem Charakter als General der Infanterie zur Disposition gestellt.
Während seines Ruhestandes wurde Viebahn 2. Vorsitzender des Zentralkomitees vom Roten Kreuz. In Anerkennung seiner Verdienste erhielt er am 27. Januar 1903 die Erlaubnis zum Tragen der Uniform des Kaiser Alexander Garde-Grenadier-Regiments Nr. 1.

### Familie
Viebahn war seit 31. Juli 1884 mit Luise von dem Borne-Berneuchen (1860–1937) verheiratet, einer Tochter der Elisabeth von Dechen und des Teichwirtschaftspioniers Max von dem Borne. Die Familie hatte drei Kinder: die Töchter Auguste, verheiratet mit dem Oberförster und Offizier Hans Semper, und Elisabeth, die unvermählt blieb. Der Sohn Leberecht von Viehbahn trug seit 1921 amtlich and ab 1930 adelsrechtlich den Doppelnamen Leberecht von Viehbahn-von dem Borne. Das Ehepaar lebte seit Viebahns Pensionierung auf dem neumärkischen Gut Berneuchen im Landkreis Landsberg (Warthe), das sich seit dem Dreißigjährigen Krieg im Besitz der Familie von dem Borne befunden hatte. Aus den Einladungen von Rudolf und Luise von Viebahn zu jährlichen Pastorenkonferenzen in Berneuchen entstand die Berneuchener Bewegung. Rudolf von Viebahn war Bevollmächtigter für das Rittergut Berneuchen. Gutsinhaber wurde nachfolgend Leberecht von Viehbahn-von dem Borne. Leberecht heiratete 1919 Angelika von Sydow; sie hatten eine Tochter und zwei Söhne und lebten auf Berneuchen, danach in Bad Salzuflen.